# ポートランド・ストリート・ブルース
『ポートランド・ストリート・ブルース』（原題：古惑仔情義篇之洪興十三妹、英題：Portland Street Blues）は、1998年に製作された香港映画。「欲望の街・古惑仔（コワクチャイ）」シリーズの十三妹を主人公にしたシリーズ番外編。『洪興十三妹』という別邦題もある。
日本では、1999年（第8回）東京国際レズビアン&ゲイ映画祭でのみの上映。
第18回香港電影金像奨でサンドラ・ンが最優秀主演女優賞、スー・チーが最優秀助演女優賞を受賞した。

## キャスト
- 十三妹（サーティーン）：サンドラ・ン
- 張美潤（ユン）：クリスティ・ヤン
- 可樂（コーク）：アレックス・フォン
- 刀疤淇（スカーフェイス）：スー・チー
- 陳浩南（ナン）：イーキン・チェン
- 靚坤：フランシス・ン
- 韓賓：ワン・ヤンミン
- 吹水達：ン・マンタ
- 咸濕（ハムソイ）：チェン・トン
- 大佬B（幹部B）：ン・チーホン
- 太子：ロー・ワイコン
- 包皮（ポウパン）：ジェリー・ラム